# Calyptomyrmex foreli
Calyptomyrmex foreli är en myrart som beskrevs av Carlo Emery 1915. Calyptomyrmex foreli ingår i släktet Calyptomyrmex och familjen myror. Inga underarter finns listade.